# فخ الحفرة المخفية

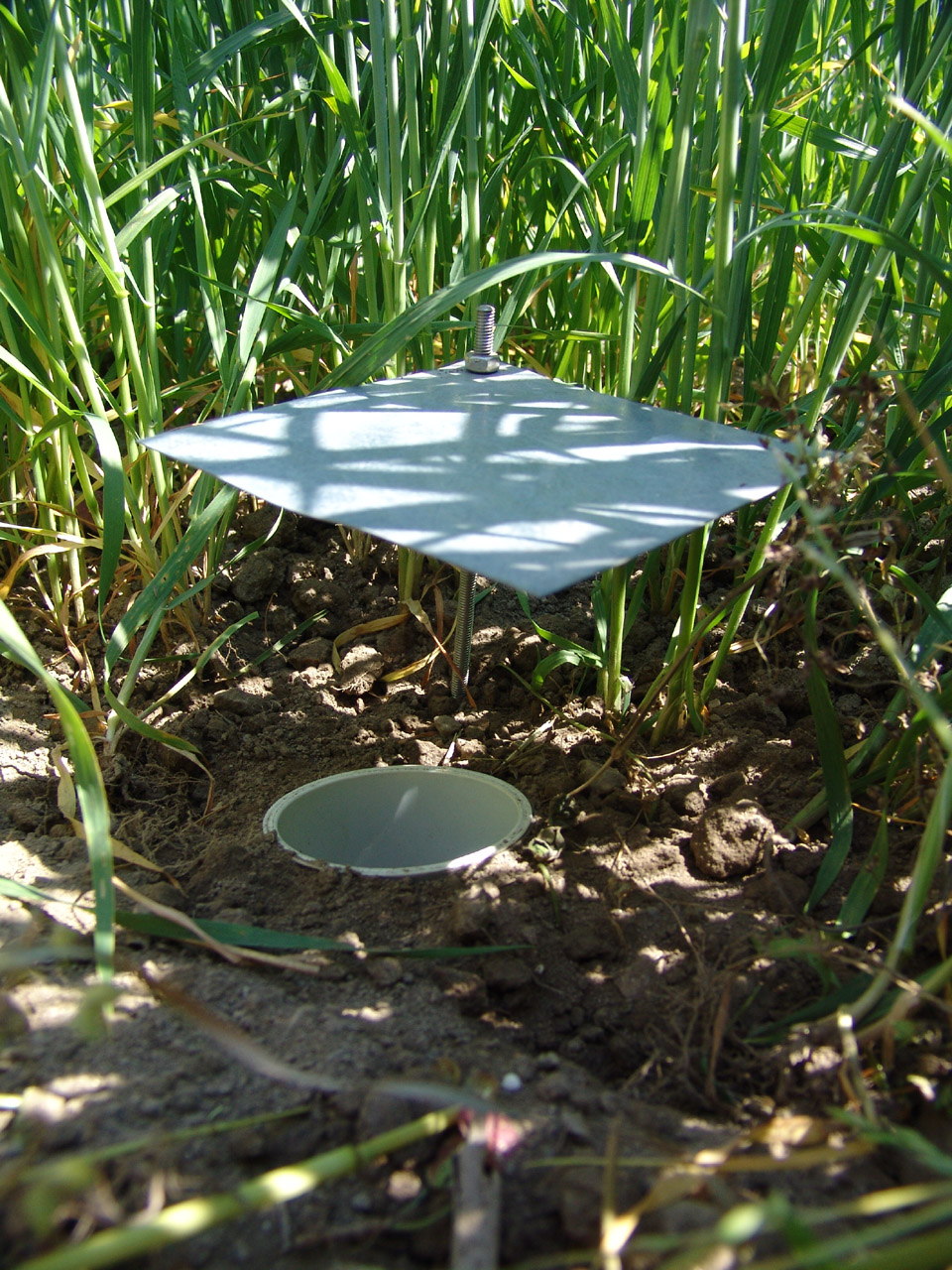
فخ الحفرة المخفية لباربر

فخ الحفرة المخفية هو حفرة صيد بالمصيدة للحيوانات صغيرة الحجم، مثل الحشرات والبرمائيات والزواحف. وتُستخدم فخاخ الحفر المخفية بشكل أساسي في الدراسات البيئية ومكافحة الآفات بيئيًا. ولا تستطيع الحيوانات التي تقع في فخاخ الحفر المخفية الهروب منها، وربما أيضًا يقتلها الفخ أو تبقى سالمة دون أي أذى. وهذا أحد أشكال جمع الحيوانات السلبي، في مقابل جمع الحيوانات الإيجابي؛ حيث يصطاد جامع الحيوانات كل حيوان (بيديه أو باستخدام أداة، مثل شبكة اصطياد الفراشات). وقد يكون جمع الحيوانات الإيجابي صعبًا أو يستغرق وقتًا طويلاً، وخصوصًا في المواطن التي يصعب فيها رؤية الحيوانات، مثل العشب الكثيف أو فرش ورق النبات.

## التركيب والبنية
تتباين أحجام وتصميمات فخاخ الحفر المخفية. ويوجد منها شكلان أساسيان: فخاخ الحفر المخفية الجافة والمبللة. تتكون فخاخ الحفر المخفية الجافة من وعاء (علبة أو مرطبان أو برميل) مدفون في الأرض وأطرافه في مستوى سطح الأرض ويُستخدم في تفخيخ الحيوانات المتحركة التي تسقط فيه. أما فخاخ الحفر المخفية المبللة، فإنها مثل الفخاخ الجافة بشكل أساسي، غير أنها تحتوي على محلول مُعد لقتل الحيوانات الواقعة في الفخ والاحتفاظ بها. وتتضمن السوائل المستخدمة في هذه الفخاخ الفورمالين (10% فورمالديهيد) أو الكحول الميثيلي أو الكحول أو جليكول الإثيلين أو الفوسفات ثلاثي الصوديوم أو حمض البكريك أو حتى المياه العادية (مع الفخاخ التي يتم تفقدها يوميًا). ويُضاف عادةً القليل من المنظف إلى الفخ للتخلص من التوتر السطحي للسائل، وهو ما يعمل على تحسين الإغراق السريع للحيوان.
وتُغطى الفتحة بحجر أو غطاء منحدر أو شيء آخر. والهدف من ذلك تقليل كمية الأمطار والحُطام الذي يدخل الفخ، وكذلك لمنع الحيوانات في الفخاخ الجافة من الغرق (في حالة هطول الأمطار) أو الحرارة الزائدة (في أثناء النهار)، بالإضافة إلى تجنب المفترسات.
يمكن إضافة خط سياج أو أكثر من نوع ما لتوجيه الحيوانات المستهدفة إلى داخل الفخ.
يمكن أيضًا وضع طُعم في الفخاخ. وربما يُستخدم الطُعم أو وسيلة الإغراء بنوعيات مختلفة لزيادة معدلات أسر أنواع أو مجموعة مستهدفة معينة من خلال وضع الطُعم داخل الفخ أو فوقه أو بالقرب منه. ومن أمثلة الطُعم اللحوم والروث والفاكهة والفيرومونات.

## الاستخدامات
يمكن استخدام فخاخ الحفر المخفية في أغراض متعددة:
- خلال مواسم تزاوج العلاجيم والضفادع والسمادل في المناخ المعتدل، كثيرًا ما تحتاج هذه الحيوانات إلى عبور طرق مزدحمة وهي في طريقها إلى أراضي التشتية حيث برك التربية.[2] ولحمايتها من التعرض للقتل، يمكن أن يضع المتطوعون سياجات منخفضة على طول الطرق والتي ينبغي على الحيوانات عبورها. بعد ذلك، يتم وضع فخاخ الحفر المخفية الجافة على مسافات قريبة على طول السياجات لجمع الحيوانات، والتي يتم نقلها يدويًا فيما بعد إلى الجانب الآخر من الطريق، وهكذا يتم تجنب وقوع مذابح ضخمة للحيوانات على الطريق.[بحاجة لمصدر]
- يمكن أن يستخدم جامعو أنواع مفصليات الأرجل المتعددة التي تعيش على الأرض والباحثون فخاخ الحفر المخفية لجمع الحيوانات المهتمين بها. ويكون ذلك بدون طُعم (مثلاً في حالة الخنافس الأرضية والعناكب) أو باستخدام طُعم (مثلاً في حالة أبو جعران).
- عند استخدام هذه الفخاخ في مجموعات متسلسلة، فإنه يمكن استخدامها أيضًا لتقدير ثراء الأنواع (عدد الأنواع الموجودة) والوفرة (عدد الأفراد)، ويمكن الاستفادة من هذه المعلومات المجمعة في حساب مؤشرات التنوع الحيوي (مثلاً، مؤشر شانون).

## المشكلات
يوجد حتمًا تحيزات في عينات الحفر المخفية عندما يتعلق الأمر بمقارنة المجموعات المختلفة من الحيوانات والمواطن المختلفة التي يحدث فيها الصيد بالفخاخ. وتعتمد قابلية الحيوان على الوقوع في الفخ على بنية موطنه (مثلاً، كثافة الغطاء النباتي ونوع الركيزة). ويوصي جولان وكرانستون (2005) بقياس ومراقبة مثل هذه الاختلافات. هذا بالإضافة إلى أن الخصائص الداخلية للحيوانات نفسها تؤثر على قابلية وقوعها في الفخ: بعض الأصناف أنشط من غيرها (مثلاً، نشاط فسيولوجي أعلى أو العيش في منطقة أكبر)، أو من المحتمل أن تتفادى الفخ، أو من غير المحتمل العثور عليها على الأرض (مثلاً، الأنواع التي تعيش على الأشجار والتي نادرًا ما تتحرك على الأرض) أو ضخمة للغاية بحيث يمكن أن تقع في الفخ (أو كبيرة بما يكفي للهروب في حالة الوقوع في الفخ). ويمكن أن تتأثر أيضًا قابلية الوقوع في الفخ بالأحوال الجوية، مثل درجة الحرارة أو الأمطار، وهي ما يمكن أن تغير سلوك الحيوان. وبالتالي، فإن معدل الأسر يكون تناسبيًا، ليس فقط مع مدى وفرة نوع معين من الحيوانات (وهو العامل المهم غالبًا)، ولكن أيضًا مع مدى سهولة وقوعها في الفخ. وهكذا، ينبغي للمقارنات بين المجموعات المختلفة أن تضع في الاعتبار الاختلافات في بنية الموطن وتعقيده والتغيرات في الظروف البيئية مع مرور الوقت والاختلافات الطبيعية بين الأنواع.